# محمد حسن المظفر
محمد حسن المظفر هو فقيه إمامي شيعي، وأصولي متكلم، واديب وكاتب، وأحد أبرز مراجع الشيعة الإمامية ومتكلميهم.

## ولادته ونسبه
هو الشيخ محمد حسن بن الشيخ محمد بن عبد الله المظفر ولد في الثاني عشر من صفر عام 1301هـ في مدينة النجف الاشرف وهو ابن المرجع الديني الشيخ محمد المظفر صاحب الموسوعة الفقهية (توضيح الكلام في شرح شرائع الإسلام) اتم فيها الفقه من مبتداه إلى منتهاه، كما يعد من العلماء البارزين والكبار في عصره

## دراسته
درس المقدمات والسطوح والبحث الخارج في الحوزة العلمية في النجف الاشرف على كبار العلماء والمراجع ومنهم:

1- أبوه آية الله المرجع الشيخ محمد المظفر. 

2- الشيخ الاخوند محمد كاظم الخراساني صاحب كتاب الكفاية في الأصول.

3- السيد مرجع الطائفة محمد كاظم اليزدي صاحب كتاب العروة الوثقى في الفقه. 

4- الشيخ محمد حسين النائيني في الأصول والفقه.

5- الشيخ آغا ضياء الدين العراقي في الأصول.

6-الشيخ فتح الله الإصفهاني المعروف بشيخ الشريعة في الفقه والأصول. 

وقد نال درجة الاجتهاد واجازه بذلك أساتذته.

## تدريسه وطلابه
زاول التدريس في حوزة النجف على مستوى البحث الخارج واتم عشرات الدورات الفقهية والأصولية وقد حضرها الكثير من أهل الفضل والعلم ومن أهم طلابه:
1. أخوه الشيخ محمد حسين المظفر.
2. أخوه الشيخ محمد رضا المظفر.
3. الشيخ محمد طاهر آل راضي.
4. السيد محمد باقر الشخص.
5. الشيخ عبد الكاظم الغبان.
6. الشيخ عبد الهادي آل راضي.

## مرجعيته
وبعد حصوله على درجة الاجتهاد أعلن مرجعيته حيث نشر رسالته العملية الموسومة (وجيز المسائل) ورجع اليه الكثير من المؤمنين حتى ذاع صيته وأصبح من كبار مراجع المسلمين الإمامية
وقد الت اليه المرجعية الدينية العليا للمسلمين الإمامية حيث اوصى له المرجع الديني الأعلى السيد أبو الحسن الاصفهاني بان يخلفه في ذلك إلا أن الشيخ المظفر اثر العزلة وترك شؤون المرجعية العليا

## مصنفاته
1. دلائل الصدق لنهج الحق
2. كتاب الحج شرح كتاب القواعد للعلامة الحلي
3. وجيزة المسائل وهي رسالته العملية
4. الإفصاح عن أحوال رجال الصحاح: كتاب وحيد في بابه
5. شرح كفاية الأُصول للآخوند الخراساني
6. حاشية على العروة الوثقى.
7. رسالة في فروع العلم الإجمالي
8. حاشية على رسالة السيّد أبو الحسن الأصفهاني
9. حاشية على رسالته الصغيرة.
10. حاشية على مناسك الحجّ للسيّد أبو الحسن الأصفهاني
11. حاشية على الرسالة العملية للشيخ عبـد الحسـين مبارك
12. مضافاً إلى مجموعة شعره

## وفاته
توفّي المرجع الكبير الشيخ المظفر (قدس سره) ظهيرة يوم الأربعاء 23 ربيع الأوّل سنة 1375 هـ بمستشفى الكرخ ببغداد، بعد مرض عضال، وحين أُعلن عن وفاته اهتزّت الأوساط الشيعية في العراق وغيره لهذا النبأ المروّع، ونقل جثمانه الطاهر إلى النجف يوم الخميس 24 ربيع الأوّل بموكب قلّ نظيرُه، وقد رقد في جوار إمامه أمير المؤمنين عليّ ()، في مقبرته الخاصّة الكائنة على الشارع العامّ من طريق الكوفة اليوم.